# Penalva
Penalva este un oraș în unitatea federativă Maranhão (MA), Brazilia.